# Plan średni

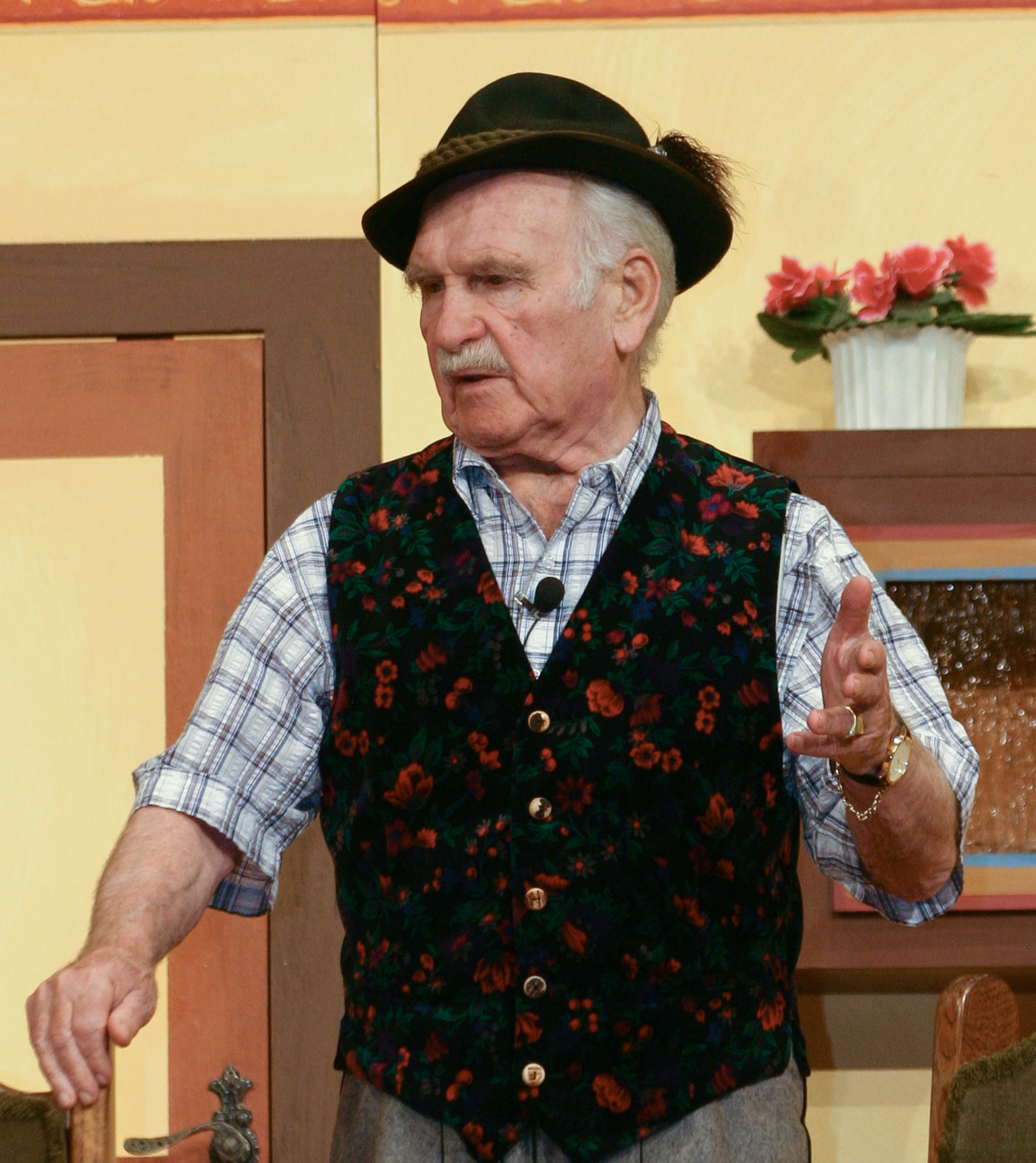
Plan średni

Plan średni (zwany też półpełnym i pasowym) – sposób kadrowania planu filmowego polegający na pokazaniu postaci od pasa w górę.
Podobnie jak plan amerykański służy do filmowania dialogów, lecz w przeciwieństwie do niego większą rolę odgrywa mimika bohaterów. Można spotkać się również z twierdzeniem, iż plan ten obejmuje kadr od głowy po dłoń wyprostowanej ręki ułożonej wzdłuż ciała.
Pojęcie o tym samym znaczeniu przeniesione również do fotografii.